# Nettonationalprodukt
Nettonationalprodukten (NNP) är bruttonationalprodukten (BNP) med kapitalförslitning subtraherad. Den visar alltså till skillnad från BNP om produktionen i landet skett på bekostnad av förslitning av kapitalet.